# 鵝湖之會
鹅湖之会，是中國宋朝時的一場程朱理學與心學之間的學術辯論，由呂祖謙主持。辯論方為：程朱理學派（客觀唯心主義）朱熹，對抗心學派（主觀唯心主義）的陸九齡、陸九淵兄弟。地點在鹅湖山（今江西省铅山县），鄰近郡縣官吏、學者百人列席觀會。雙方連三日激辯，陸九淵質問朱熹「堯舜之前有何書可讀？」，認為頓悟即明心見性。陸朱兩方各持己見，陸九淵略佔上風，朱熹不滿而離去，但未明定勝敗结果。

## 簡介
鹅湖山位于江西省北部上饶市铅山县。鹅湖山上建有鵝湖仁壽寺，鹅湖之会即在此举行。南宋淳熙二年（1175年），呂祖謙為了調和朱熹“理學”和陸九淵“心學”之間的哲學理論分歧，使兩人的觀點“會歸於一”，於是出面邀請陸九齡、陸九淵兄弟前來與朱熹見面。六月，由呂祖謙主辦，朱熹與陸九淵、陸九齡等人參加，此一次「鵝湖之會」，首開書院會講之先河，是一場中國哲學大辯論，列席旁聽者有劉子澄、趙景明、潘叔度等江西、浙江、福建官员及学者百人以上。朱、陆双方的朋友和门生弟子都参加了。
在這場大辯論中，雙方「相與講其所聞之學」，朱熹侧重“道问学”，他认为治学的方法，最好是「居敬」和「穷理」，二者相互把持运用。朱熹強調“格物致知”，認為格物就是窮盡事物之理，致知就是推致其知以至其極。
陸九淵、陆九龄侧重“尊德性”，力主发人之本心。陸九淵從“心即理”出發，提出「堯、舜之前有何書可讀？」，認為只要「明心見性」即可，所謂「學苟知本，六經皆我註腳」，但朱熹不滿意這個說法（朱熹不慊）。
雙方爭議了三天，辩论非常热烈，雖然言詞上陸九淵略佔上風，但誰也不能說服誰，最後未明定结果。

## 鵝湖會詩
雙方在會上初見時，有備而來的陸九齡吟了一首詩表明其哲學立場：
「孩提知愛長知欽，古聖相傳只此心。大抵有基方築室，未聞無址忽成岑。留情傳註翻蓁塞，著意精微轉陸沉。珍重友朋相切琢，須知至樂在於今。」
陸九淵又接著吟了一首詩為兄長做補充：
「墟墓興哀宗廟欽，斯人千古不磨心。涓流積至滄溟水，拳石崇成泰華岑。易簡工夫終久大，支離事業竟浮沉。欲知自下升高處，真偽先須辨只今。」
兩詩的重點皆強調人的心性古今不易，不應遠離本心而窮究枝微末節的古書文句。
朱熹當下沒有吟詩回應，三年後才以此詩表明心跡：
「德業流風夙所欽，別離三載更關心。偶攜蔾杖出寒谷，又枉籃輿度遠岑。舊學商量加邃密，新知培養轉深沉。只愁說到無言處，不信人間有古今。」
詩中除了問候的語句，還聲明自己有好好消化鵝湖會上的各種意見，但仍然質疑對方「只重視不能言說的本心、甚至認為古今的人世沒有差異」的看法。

## 後續
象山門下朱亨道有一段記載：“鵝湖講道，誠當今盛事。伯恭蓋慮朱、陸議論猶有異同，欲會歸於一，而定所適從……論及教人，元晦之意，欲令人泛觀博覽而後歸之約，二陸之意欲先發明人之本心，而後使之博覽。”。會後，張栻寫信給朱熹問到：“陸子壽兄弟如何，肯相聽否？”，朱熹回書說：“子壽兄弟氣象甚好，其病卻是盡廢講學而專務踐履，卻於踐履之中要人提撕省察，悟得本心，此為病之大者。要其操持謹質，表裏不二，實有過人者。惜乎其自信太過，規模窄狹，不復取人之善，將流於異學而不自知耳。”後來朱熹給呂祖謙的信中說道，鵝湖之會以後，「吾痛不得自鵝湖，遂入懷玉，深山靜坐數月」。其實朱熹和陸九淵在會後仍維持君子之交，朱熹還邀請後者至白鹿洞書院講學，不過數年後雙方又展開「皇極之辨」。
明末清初思想家黄宗羲评价“鹅湖之会”说：“（朱陆）二先生同植纲常，同扶名教，同宗孔孟，即使意见终于不合，亦不过仁者见仁，智者见智……”其子黄百家也说：“二先生之立教不同，然如诏入室者，虽东西异户，及至室中，则一也。”
後代的理學家為紀念朱、陸二方的辯論，便建立“鵝湖書院”。后人为纪念鹅湖之会，于此立四贤堂，设有呂祖謙、朱熹、陸九淵、陸九齡等四个牌位，又有一个题着“顿渐同归”字样的匾额。
後來的辛棄疾和陳亮也有過“鵝湖之會”。